# Čuveni žig
Čuveni žig se u pravnoj teoriji podrazumeva pod brendom, odnosno to je onaj žig koji ima izuzetno jaku reputaciju poput Majkrosofta ili IBM, Neskafe, Gugla... Pod brendom se često podrazumeva i imidž nekog preduzeća, način na koji su obučeni njegovi službenici, način na koji ono komunicira sa javnošću... Žig sa pravnog aspekta znači monopol. Kompanija Coca-Cola ima svoj čuveni žig, a to sa pravnog aspekta znači da niko drugi osim te kompanije ne može da ga koristi radi obeležavanja bezalkoholnih pića, bez dozvole te kompanije. Ukoliko bi to činio, bio bi u opasnosti da bude izložen tužbi.

## Kriterijumi nastanka čuvenog žiga
U pravnoj teoriji žigovnog prava izdvojila su se četiri ključna kriterijuma i ispunjavanjem istih određeni žig stiče epitet čuvenog ili prepoznatljivog:
dominantnost na tržištu
jedinstvenost žiga
izvornost znaka
posebna pozicija (percepcija) žiga u javnosti
Za kvalifikaciju čuvenog žiga nužna je njegova dominantna pozicija na tržištu, odnosno postizanje izrazito visokog stepena snage označavanja, čime se deklariše kao prepoznatljiva oznaka neke kompanije ili određenog proizvoda.
Obično se smatra se da je žig ispunio uslov opšte prepoznatljivosti ako ga poznaje 70-80% stanovništva zemlje u kojoj se traži zaštita. Traži se jedinstvenost žiga na određenom tržištu, odnosno da se radi o jedinom takvom žigu. Ipak, ne traži se strogo udovoljavanje ovom kriterijumu, nego pre svega primerenost žiga percepciji javnosti, da li je taj žig poznat u maksimalnoj meri, te da li ga javnost percipira kao žig određenog nosioca. Kod toga se ne traži da takav žig koristi isključivo jedna kompanija nezavisno o poslovnoj djelatnosti odnosno vrsti proizvoda ili usluga na koje se odnosi. Čuveni žigovi obvezno moraju implicirati i određen stepen izvornosti,
osobenosti ili originalnosti.

### Pravna regulativa
Stranke koje imaju nameru da njihov žig postigne status dobro poznatog žiga i da potom postane opšte poznat drugim kompanijama odnosno potrošačima, moraju raspolagati dokumentacijom radi
mogućeg razmatranja, uključujući, između ostalog, i sledeće :
- fakture, tržišnu i marketinšku dokumentaciju, dokumentaciju o izvozu odnosno uvozu, te detaljne statističke podatke o prodaji roba ili usluga;
- oglašavanje u domaćim i inostranim medijima, kao što su novine, časopisi ili televizijske emisije;
- dokumentaciju koja se odnosi na distribuciju i trgovinske kanale za proizvode ili usluge;
- vrednost ili vrednovanje žiga na tržištu, rangiranje u prodajnim rezultatima, rangiranje u reklamnim troškovima i dr.;
- dokaz o godini kad je žig prihvaćen ili stvoren, kao i dokaz o premanentnoj upotrebi žiga;
- materijale koji pokazuju registracijski status žiga u zemlji i izvan zemlje porekla;
- relevantne evidencije ili tržišne pregledne izveštaje izdane od verodostojnih organizacija;
- dokumente o priznanju izdane od upravnih ili sudskih tela;
- drugu evidenciju koja dokazuje poznatost ili slavnost žiga.

## Registrovanje žigova u Srbiji
Zavod za intelektualnu svојinu је posebna organizaciја u sistemu državne uprave Republike Srbiје u čiјој su nadležnosti poslovi kојi se odnose na prava industriјske svојine i autorsko i srodna prava. Delokrug rada Zavoda za intelektualnu svојinu propisan је Zakonom o ministarstvima („Sl. glasnik R.Srbiје“, br: 65/2008). Na osnovu čl. 40. ovog zakona Zavod obavlja stručne poslove i poslove državne uprave kојi se odnose na: 
- patent i mali patent, žig, dizајn, oznaku geografskog porekla, topografiјu integrisanog kola, autorsko pravo i srodna prava;
- primenu meђunarodnih ugovora iz oblasti zaštite intelektualne svојine i predstavljanje i zastupanje interesa Republike Srbiје u speciјаlizovanim međunarodnim organizaciјаma za zaštitu intelektualne svојine;
- nadzor nad radom organizaciја za kolektivno ostvarivanje autorskog prava i srodnih prava; razvој u oblasti zaštite intelektualne svојine;
- informaciono-obrazovne poslove u oblasti zashtite intelektualne svојine, kao i druge poslove odreђene zakonom.

## Međunarodno registrovanje žigova
Osnovni principi međunarodne zaštite svih prava industrijske svojine sadržani su u Pariskoj konvenciji o zaštiti industrijske svojine, a postupak međunarodnog registrovanja žigova je posebno regulisan Madridskim aranžmanom o međunarodnom registrovanju žigova i Protokolom uz Madridski aranžman o međunarodnom registrovanju žigova.
Prema Madridskom aranžmanu, prijavilac može svoju prijavu da zasniva samo na žigu koji je već registrovan u nacionalnom zavodu zemlje porekla, dok prema Madridskom protokolu, međunarodna prijava žiga može da bude zasnovana i na znaku koji je samo prijavljen za registrovanje, ali još nije registrovan u nacionalnom zavodu zemlje porekla.
Neke zemlje su članice samo Madridskog aranžmana, neke samo Madridskog protokola, a neke i Madridskog aranžmana i Madridskog protokola.

Kako su pojedina pitanja različito regulisana Madridskim aranžmanom i Madridskim protokolom, u svakom konkretnom slučaju se mora prethodno utvrditi koji će se od ova dva međunarodna ugovora primenjivati na postupak međunarodnog registrovanja žiga. Ovo se određuje u zavisnosti od toga kojim ugovorom je vezan zavod porekla kao i kojim ugovorom su vezane zemlje za koje se traži međunarodna zaštita. Zavod zemlje porekla je onaj zavod posredstvom koga prijavilac želi da međunarodno zaštiti svoj žig. Zemlje naznačenja su zemlje za koje prijavilac traži međunarodno registrovanje.
Osnov za međunarodno registrovanje žiga može biti nacionalni žig koji je registrovan u zavodu zemlje porekla ili nacionalna prijava podneta zavodu zemlje porekla, zavisno od toga koji se međunarodni ugovor primenjuje na konkretan zahtev za međunarodno registrovanje žiga.

## Zakon o žigovima
Nosilac žiga ne može zabraniti drugom licu da isti ili sličan znak koristi za obeležavanje robe, odnosno usluga druge vrste, osim ako je u pitanju čuveni žig. 
Nosilac čuvenog žiga može zabraniti drugom licu da isti ili sličan znak koristi za obeležavanje robe, odnosno usluga koje nisu slične onima za koje je žig registrovan, ako bi korišćenje takvog znaka upućivalo na povezanost te robe, odnosno usluga i nosioca zaštićenog čuvenog žiga i ako postoji verovatnoća da bi nosilac čuvenog žiga trpeo štetu takvim korišćenjem. 
Žigom se ne može zaštititi znak:
1. koji, bez obzira na robu, odnosno usluge na koje se odnosi, predstavlja reprodukciju, imitaciju, prevod ili transliteraciju zaštićenog znaka drugog lica ili njegovog bitnog dela,
2. koji je kod učesnika u prometu u Republici Srbiji nesumnjivo poznat kao znak visoke reputacije (čuveni žig),
3. ako bi se korišćenjem takvog znaka nelojalno izvlačila korist iz stečene reputacije čuvenog žiga ili bi se štetilo njegovom distinktivnom karakteru, odnosno reputaciji;

## Literatura
- Zakon o žigovima - Srbija
- Zakon o žigovima - Crna Gora
- Zanimljivi žigovi u svetu i u Srbiji